# Nicolas Afanassieff
Pour les articles homonymes, voir Afanassiev.
Nicolas Afanassieff (en russe : Николай Николаевич Афанасьев, Nikolaï Nikolaïevitch Afanassiev), né le 4 septembre 1893 à Odessa et mort le 4 décembre 1966 à Paris 19e, est un théologien orthodoxe russe, connu pour son rôle dans l'œcuménisme. Prêtre protopresbytre, il fut professeur de droit canon et d'histoire de l'Église ancienne à l'Institut Saint-Serge (Paris) de 1930 à sa mort.

## Éléments biographiques
Il est le fils de Nikolaï Grigorievitch et Praskovia Iakovlevna Afanassiev. Leur père étant mort tôt, Nicolas et sa sœur Zinaïda sont élevés par leur mère et leur grand-mère.
Après ses études secondaires, Afanassieff commence des études de médecine à l'université de Nouvelle-Russie, mais change de parcours un an plus tard pour étudier le droit. En 1914, à la veille de la Première Guerre mondiale, il se retire à Reval. Le 15 novembre 1915, il devient élève de l'école d'officiers d'artillerie Serge Romanov (Сергиевское артиллерийское училище) d'Odessa, et intègre six mois plus tard le corps d'artillerie côtière basé à Reval (Tallinn).
Démobilisé en 1918, il travaille à la banque. Lors de la guerre civile russe, il vit à Odessa, Novorossiisk, Sébastopol.
En novembre 1920, en passant par Constantinople, il rejoint le royaume de Yougoslavie. Au printemps 1921, il entame des études à la Faculté de théologie orthodoxe de l'université de Belgrade, dont il sort diplômé en 1925. Il est actif au sein de l'action chrétienne des étudiants russes.
Entre 1930 et 1931, il est professeur invité de l'Institut de théologie orthodoxe Saint-Serge. C'est durant cette période que naît son fils, Constantin Afanassieff (dit Anatole). Nicolas Afanassieff devient par la suite maître de conférences en droit canonique et de grec, de 1932 à 1940.
Le 7 janvier 1940, il est ordonné diacre par le Métropolite Euloge. Le 8 janvier, il est ordonné prêtre.
Nicolas Afanassieff est contraint de s'exiler avec sa femme, Marianne Andrusoff, et son fils, durant une partie de la Seconde Guerre mondiale.
Avec son ami l'archimandrite Cyprien Kern (ru), il fonde en 1954 les Conférences liturgiques Saint-Serge, qui réunissent des spécialistes orthodoxes, catholiques et protestants.
Lors du concile Vatican II, il fut l'un des observateurs officiels des Églises orthodoxes russes en Occident (exarchat du Patriarcat œcuménique de Constantinople) pour la quatrième session. Nicolas Afanassieff a longuement étudié l'ecclésiologie et le rôle central (la « primauté ») de l'apôtre Pierre. Pour Hervé Legrand, professeur à l'Institut catholique de Paris, « le mouvement œcuménique est redevable à Afanassieff pour avoir rendu possible, grâce à l’ecclésiologie eucharistique remise en valeur à Vatican II, le dialogue entre l’Église catholique romaine et l’Église orthodoxe ».
Nicolas Afanassieff était le parrain du fils de Paul Evdokimov, Michel, lui-même devenu prêtre. Michel Evdokimov se souvient qu'à la fin d'une session du concile, Afanassieff s'est exclamé avec enthousiasme, en parlant des catholiques : « Mais qu'est-ce qui nous sépare encore ? »
Il meurt en décembre 1966 à Paris. La cérémonie funéraire se déroule à la Paroisse Saint Serge. Afanassieff est enterré au Cimetière russe de Sainte-Geneviève-des-Bois.